# 민주통합의원모임
민주통합의원모임은 2020년 2월 17일 결성된 대한민국 제20대 국회의 교섭단체이다. 바른미래당과 대안신당, 민주평화당의 합당이 바른미래당 손학규 대표의 반대로 무산되려하자, 합당 참여를 결정한 의원들이 합당의 적극 추진과 설령 합당이 무산되더라도 선거구 획정 논의에 참여하려면 교섭단체 결성이 필요하다는 생각에서 무소속 이용주 의원과 결성한 교섭단체이다.
당시 민생당 소속 국회의원 18명 전원과 무소속 김경진, 김종회, 이상돈, 이용주 의원이 소속되어 있었다.
2020년 3월 16일, 법원이 셀프제명을 통해 당적을 옮긴 바른미래당 비례대표 의원들의 결정이 무효라며 민생당이 2020년 3월 4일에 낸 제명절차 취소 가처분신청을 받아들이면서 민생당은 단독교섭단체가 되어 민주통합의원모임은 자동적으로 해체되었다.

## 역대 원내대표
- 1대 : 유성엽 (민생당, 2020년 2월 17일 ~ 2020년 3월 16일)

## 같이 보기
- 선진과 창조의 모임
- 삼민회
- 평화와 정의의 의원 모임